# Купелев
Купелев (укр. Купелів) — село в Тлумачской городской общине Ивано-Франковского района Ивано-Франковской области Украины.
Население по переписи 2001 года составляло 39 человек. Занимает площадь 2,337 км². Почтовый индекс — 78013. Телефонный код — 03479.

## История
В 2020-м году в сельском лесу обнаружили место падения советского самолета.

## Население
- 1989 год 60 человек
- 2001 год 39 человек
- 2022 год 32 человек[2]